# ESCAPE (増崎孝司のアルバム)
『ESCAPE』（エスケープ）は、増崎孝司の2枚目のアルバム。

## 解説
- 前作『SPEAKS』に続くソロ・アルバム第2作。後にDIMENSIONの同僚となる小野塚晃がキーボードで全曲参加している。「Do You Wanna Dance?」のみ原一博による作曲。

## 批評
『CDジャーナル』は「打ち込みとバンド・サウンド、タイトさとメロディアスさをうまく両立させた表現をきかせようとしている」と評した。

## 曲目
1. Talk to Myself
2. No More Reason
3. It's Good to You
4. Inside Of You
5. ESCAPE
6. Shake Down
7. Do You Wanna Dance?
8. Cloudy／Give me your mind
9. Ashi-Ato
10. Just to Say Good-bye

## レコーディング・ミュージシャン
- 増崎孝司 - ギター(ALL)
  - 青木智仁 - ベース(#1 - 9)
  - 小野塚晃 - キーボード(ALL)
  - 江口信夫 - ドラム(#1 - 3, 6 - 9)
  - 渡嘉敷祐一 - ドラム(#4, 5)
  - 斎藤ノブ - パーカッション(#2, 4 - 9)
  - 勝田かず樹 - サックス(#2, 4 - 7)
  - 沢野博敬 - トランペット(#7)
  - 野村裕幸 - トロンボーン(#2, 4, 6, 7)
  - 栗林誠一郎 - コーラス(#3, 7, 8)